# Józef Lewczak
Józef Lewczak (ur. 15 grudnia 1946) – polski działacz samorządowy i społeczny, menedżer, w latach 1987–1990 prezydent Kędzierzyna-Koźla.

## Życiorys
Ukończył studia magisterskie. Działał w Polskiej Zjednoczonej Partii Robotniczej, kierował sekcją ideowo-wychowawczą Komitetu Miejskiego PZPR w Kędzierzynie-Koźlu. W latach 1987–1990 sprawował funkcję ostatniego komunistycznego prezydenta Kędzierzyna-Koźla. W III RP zajął się działalnością biznesową jako prokurent spółki, zasiadał także w organach nadzoru Robotniczej Spółdzielni Mieszkaniowej „Chemik” w Kędzierzynie-Koźlu.
Został działaczem klubów żeglarskich, w 1978 należał do założycieli stacji Mazurskiej Służby Ratowniczej w Okartowie, przez wiele lat zasiadał w jej zarządzie. W 2019 został za to odznaczony Odznaką Honorową za Zasługi dla Województwa Warmińsko-Mazurskiego. Zajmował się również rozszerzaniem kontaktów miasta z gminami tego województwa.